# Chaetopleurophora rhomboidea
Chaetopleurophora rhomboidea är en tvåvingeart som beskrevs av Nakayama 2007. Chaetopleurophora rhomboidea ingår i släktet Chaetopleurophora och familjen puckelflugor. Inga underarter finns listade i Catalogue of Life.